# Paragonista
Paragonista är ett släkte av insekter. Paragonista ingår i familjen gräshoppor.
Kladogram enligt Catalogue of Life:
| Paragonista | \| \| Paragonista fastigiata \| \| \| \| \| \| Paragonista hyalina \| \| \| \| \| \| Paragonista infumata \| \| \| \| \| \| Paragonista paragonista \| \| \| \| |
|             | \| \| Paragonista fastigiata \| \| \| \| \| \| Paragonista hyalina \| \| \| \| \| \| Paragonista infumata \| \| \| \| \| \| Paragonista paragonista \| \| \| \| |
|             | Paragonista fastigiata |
|             | |
|             | Paragonista hyalina |
|             | |
|             | Paragonista infumata |
|             | |
|             | Paragonista paragonista |
|             | |